# زندگی (مجموعه تلویزیونی ۱۳۷۴)
زندگی نام یک مجموعهٔ تلویزیونی به کارگردانی محمدرضا اعلامی است که در سال ۱۳۷۴ تولید و از شبکه ۱ پخش گردید.

## خلاصه داستان
این مجموعه تلویزیونی ۱۳ قسمتی بر اساس داستان‌هایی از نویسندگان بزرگ  جهان از جمله «جیمز تربر» (زندگی پنهان)، «گونتر آیش» (کامیلا)، «هاوارد فاست» (تماشاخانه)، «آنتون چخوف» (شرط‌بندی) و نویسندگان دیگری چون مارکز، همینگوی، جویس و فاکنر اقتباس شده و هر قسمت، داستانِ مستقلی از این نویسندگان را با حال و هوای ایرانی به تصویر می‌کشید.

## بازیگران و عوامل تولید

### بازیگران
- عزت‌الله انتظامی
- حمیده خیرآبادی
- خسرو شکیبایی
- جمشید هاشم‌پور
- مهدی فتحی
- کامران باختر
- نیکی کریمی
- صالح میرزاآقایی

### عوامل تولید
- نویسنده و کارگردان: محمدرضا اعلامی
- مدیر فیلمبرداری: عظیم جوانروح
- تدوین: محمدرضا اعلامی
- موسیقی: ناصر چشم‌آذر
- تهیه‌کننده: سیمافیلم
- فرمت تصویر: ۳۵ میلیمتری
- تعداد قسمت‌ها: ۱۳ قسمت
- مدت زمان: ۷۵۰ دقیقه
- محصول: «سیمافیلم» به سفارش شبکه ۱
- سال تولید: ۱۳۷۴